# 9392 Cavaillon
9392 Cavaillon eller 1994 PK7 är en asteroid i huvudbältet som upptäcktes den 10 augusti 1994 av den belgiske astronomen Eric W. Elst vid La Silla-observatoriet. Den är uppkallad efter den franska byn Cavaillon.
Den tillhör asteroidgruppen Vesta.